# Fabian Wilfinger
Fabian Wilfinger (* 27. August 2003) ist ein österreichischer Fußballspieler.

## Karriere
Wilfinger begann seine Karriere beim USV Hartberg Umgebung. Zur Saison 2018/19 wechselte er zum TSV Hartberg. Zur Saison 2019/20 kehrte er zum USV zurück, wo er künftig für die erste Mannschaft spielte. Bis zur Winterpause absolvierte er sechs Spiele in der sechstklassigen Unterliga für Hartberg Umgebung. Im Jänner 2020 wechselte er ein zweites Mal nach Hartberg, wo er für die Amateure spielte.
Nach 23 Einsätzen in der Oberliga rückte Wilfinger zur Saison 2022/23 in den Profikader des Bundesligisten. In seiner ersten Saison als Profi kam er aber weiterhin ausschließlich für die Amateure zum Einsatz, mit denen er in die Landesliga aufstieg. Die Saison 2023/24 verpasste er zu einem großen Teil verletzt, er absolvierte lediglich im Saisonfinish fünf Spiele für die Amateure. Im Juli 2024 gab er dann im ÖFB-Cup gegen den SK Bischofshofen sein Profidebüt, beim 11:1-Sieg der Hartberger erzielte er auch seinen ersten Treffer. Sein Debüt in der Bundesliga folgte im August 2024, als er am ersten Spieltag der Saison 2024/25 gegen den LASK in der Startelf stand.